# 哈萨克斯坦国家铁路
哈薩克國家鐵路（簡稱KTZ），是哈薩克斯坦的國家鐵路公司。

## 網絡

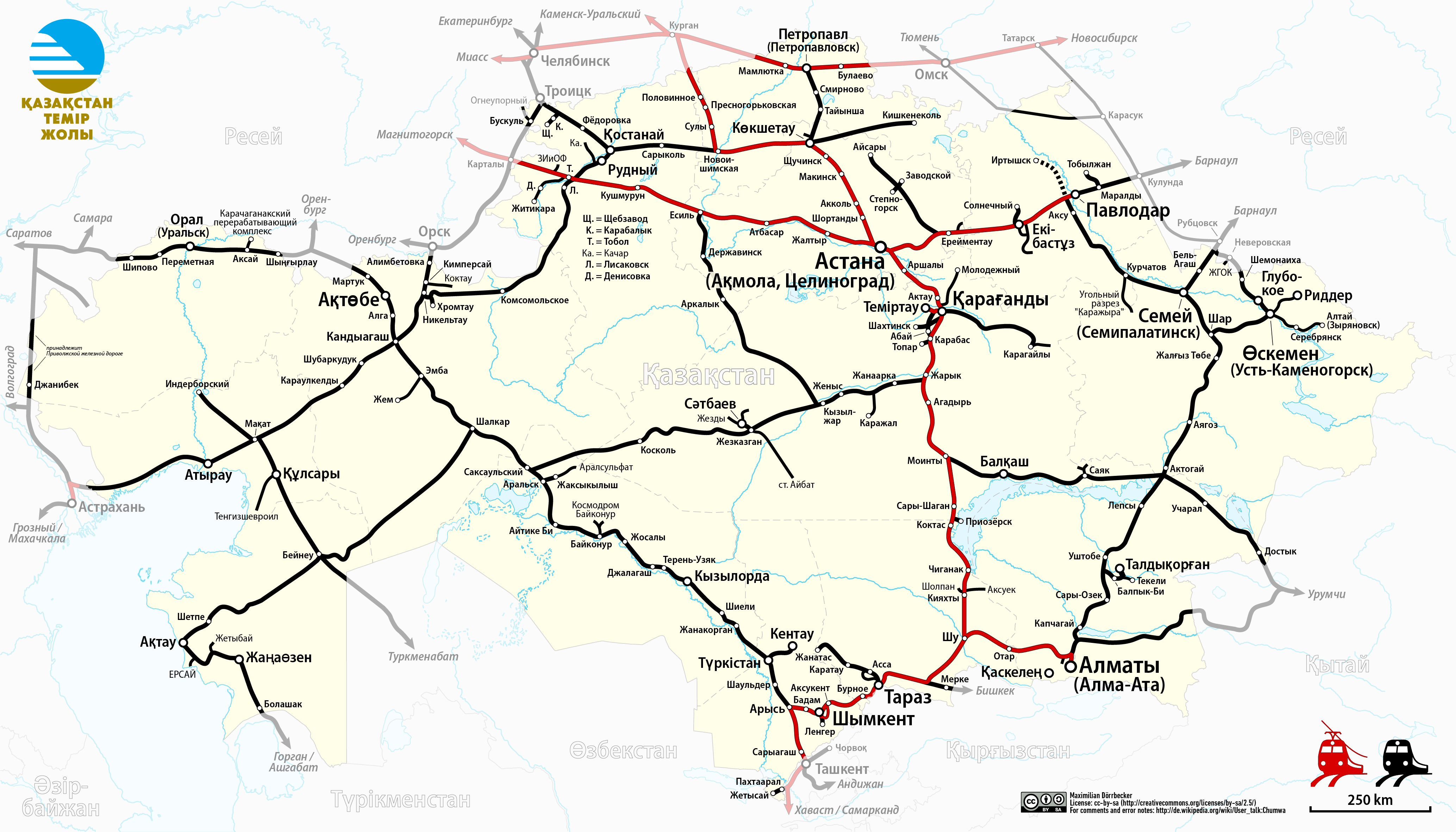
網絡

現時的鐵路網絡基於沿襲前蘇聯的鐵路網，因此採用俄羅斯軌距的1520毫米。這為前蘇聯加盟共和國的互通變得方便許多，而中國的鐵路則是標準軌距，因此須在多斯特克和霍爾果斯市進行變軌。
哈薩克國鐵軌道全長15,000公里，並正在延長。舊外阿拉爾鐵路哈薩克段、中亞鐵路及土西鐵路也併入哈薩克國鐵。3000公里的軌道已經電氣化，採用25 kV 50 Hz交流電。
- 土西铁路
  - 阿雷西-阿拉木图铁路
- 外阿拉爾鐵路
- 外哈萨克铁路（俄语：Трансказахстанская железнодорожная магистраль）
- 多斯特克支线
- 乌拉尔斯克-伊列茨克铁路：是1894年开工的西哈萨克斯坦铁路的一部分。1937年2月苏联开通的萨拉托夫-索利-伊列茨克铁路的位于哈萨克斯坦境内的一部分。

## 问题
2013年-2015年间，出口到哈萨克斯坦的128台CKD6E型内燃机车中，有8台的牵引电机抱轴瓦出现了碾瓦问题，其中有4台电机与车轴磨损严重。经过南车资阳公司售后服务部联合牵引电机供货方襄阳电机厂分析研究取样化验，外加工程师现场调查，此批次故障的原因确定为机车日常维护保养不当。此外司机与检修人员没能注意到故障初期的电机噪音，本应检查出的问题被人忽视，导致故障进一步扩大。

## 图册

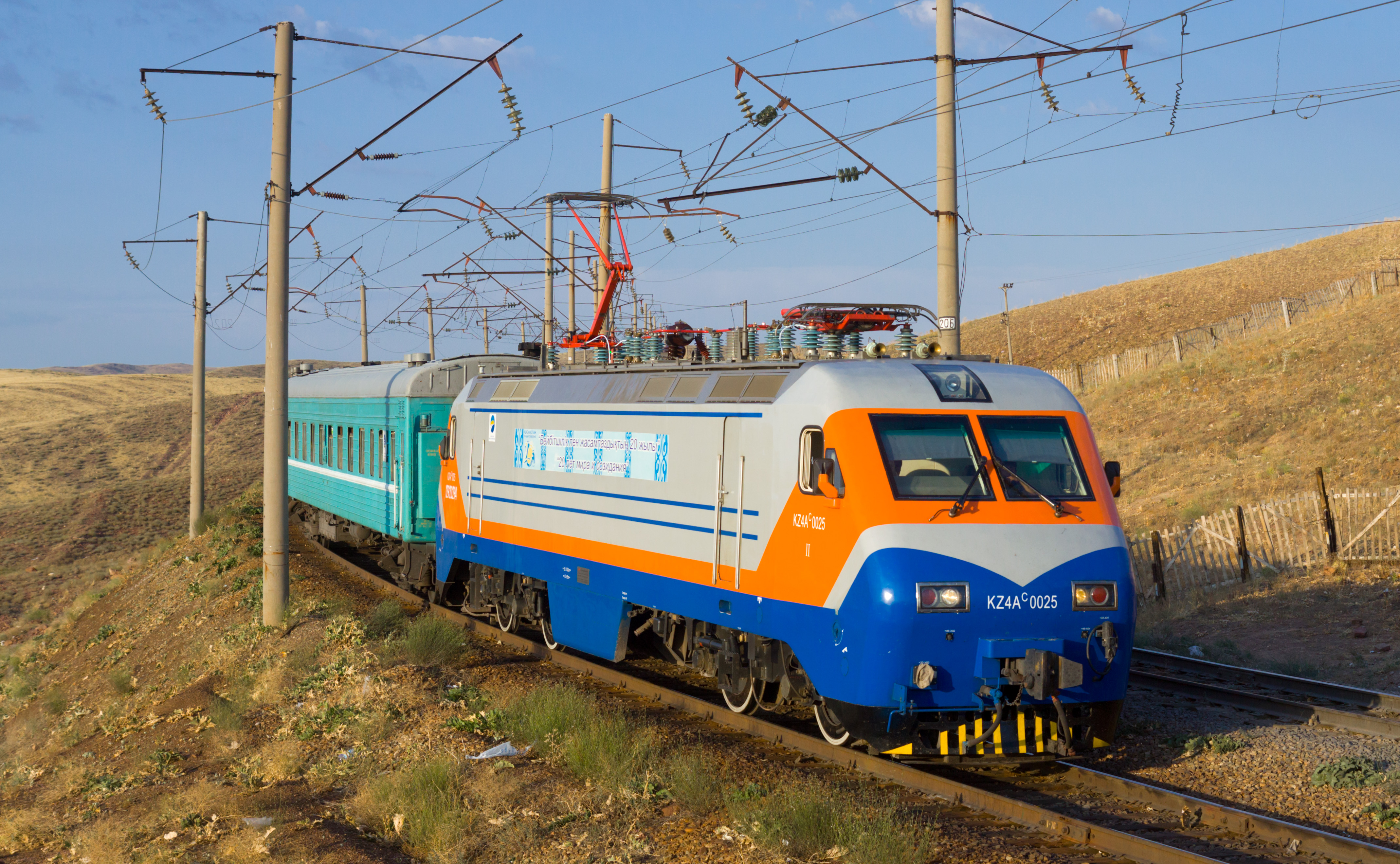
KZ4A
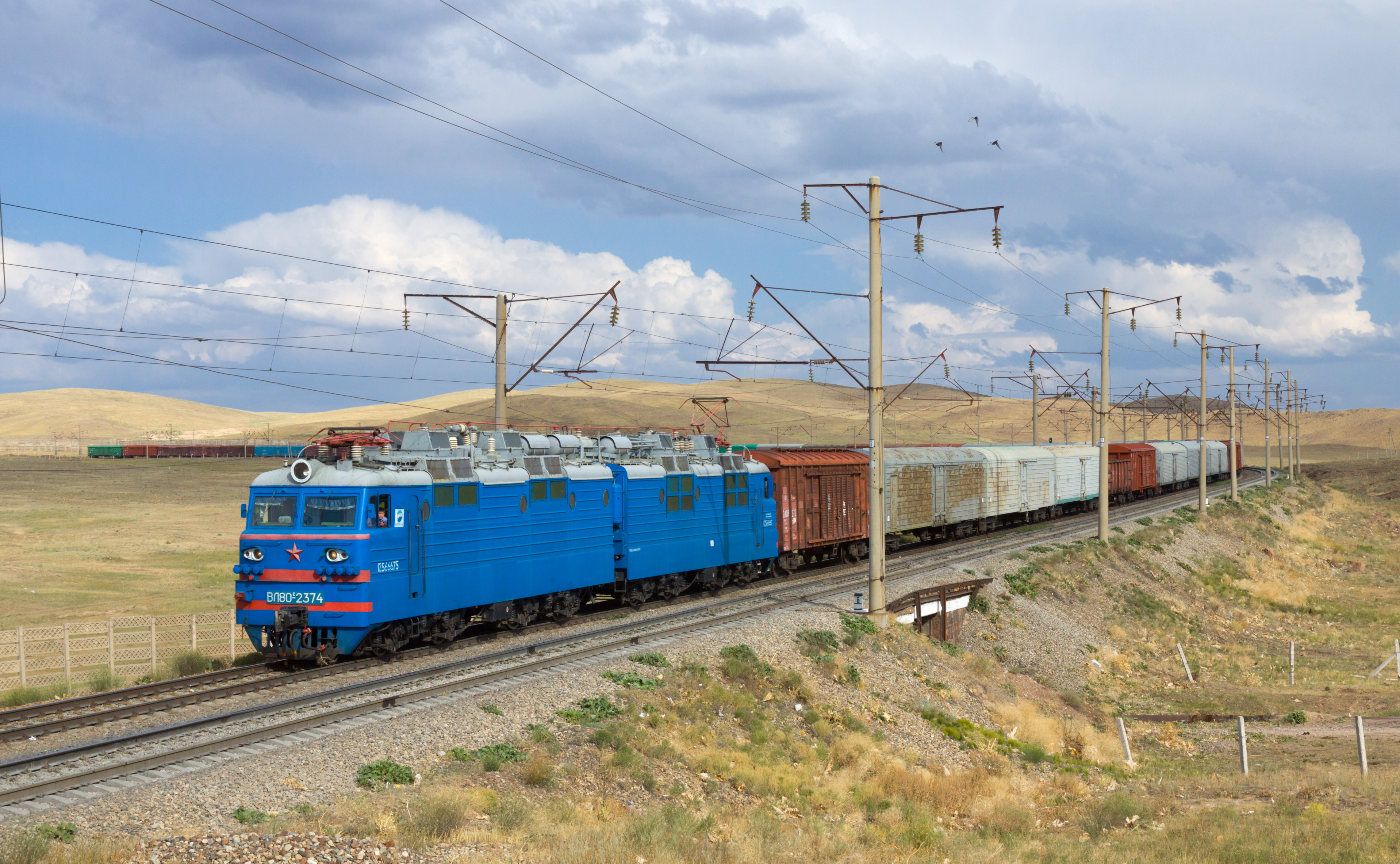
VL80
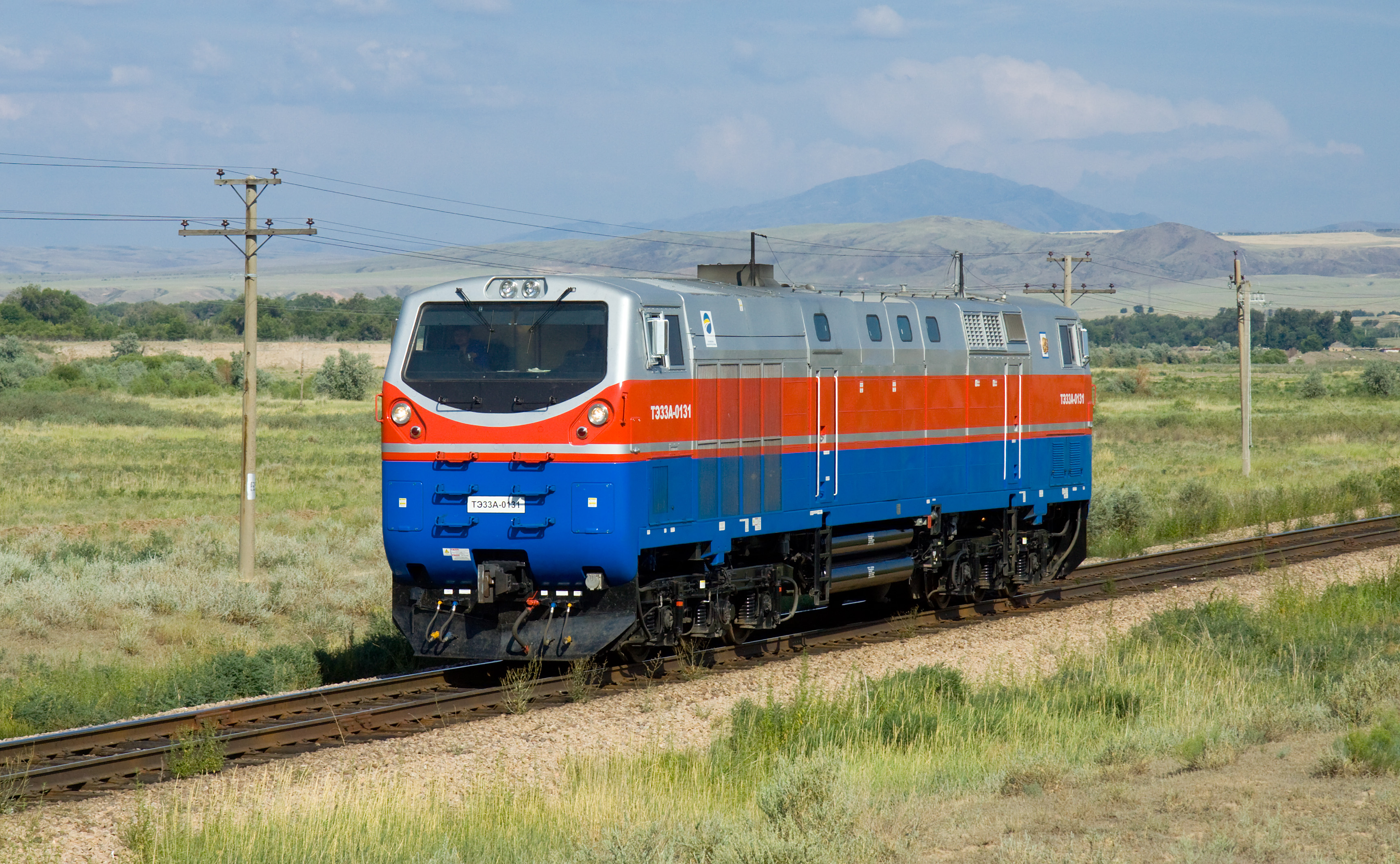
TE33A "GE Evolution"
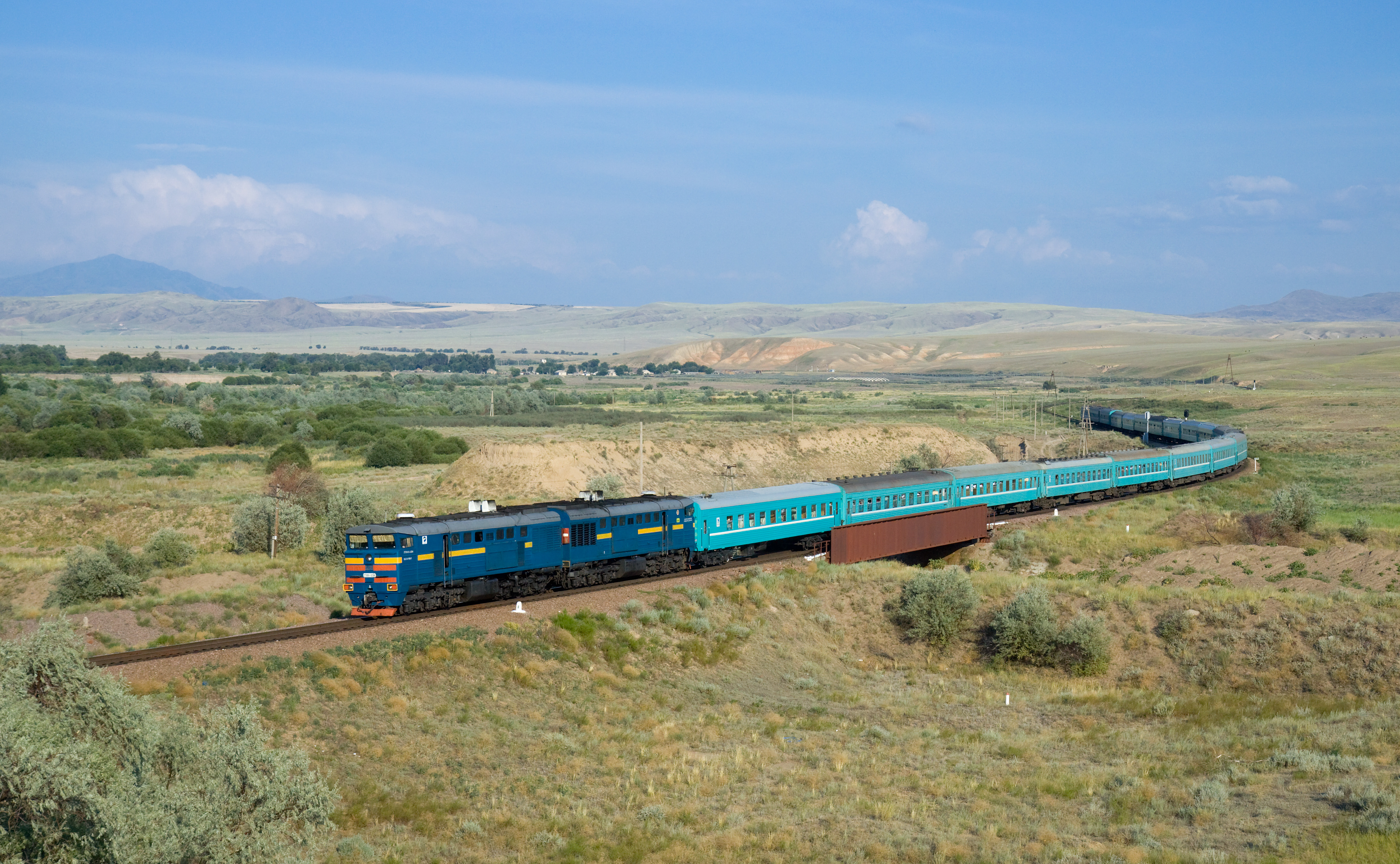
2TE10U sur le train 22 reliant Kyzylorda à Semipalatinsk
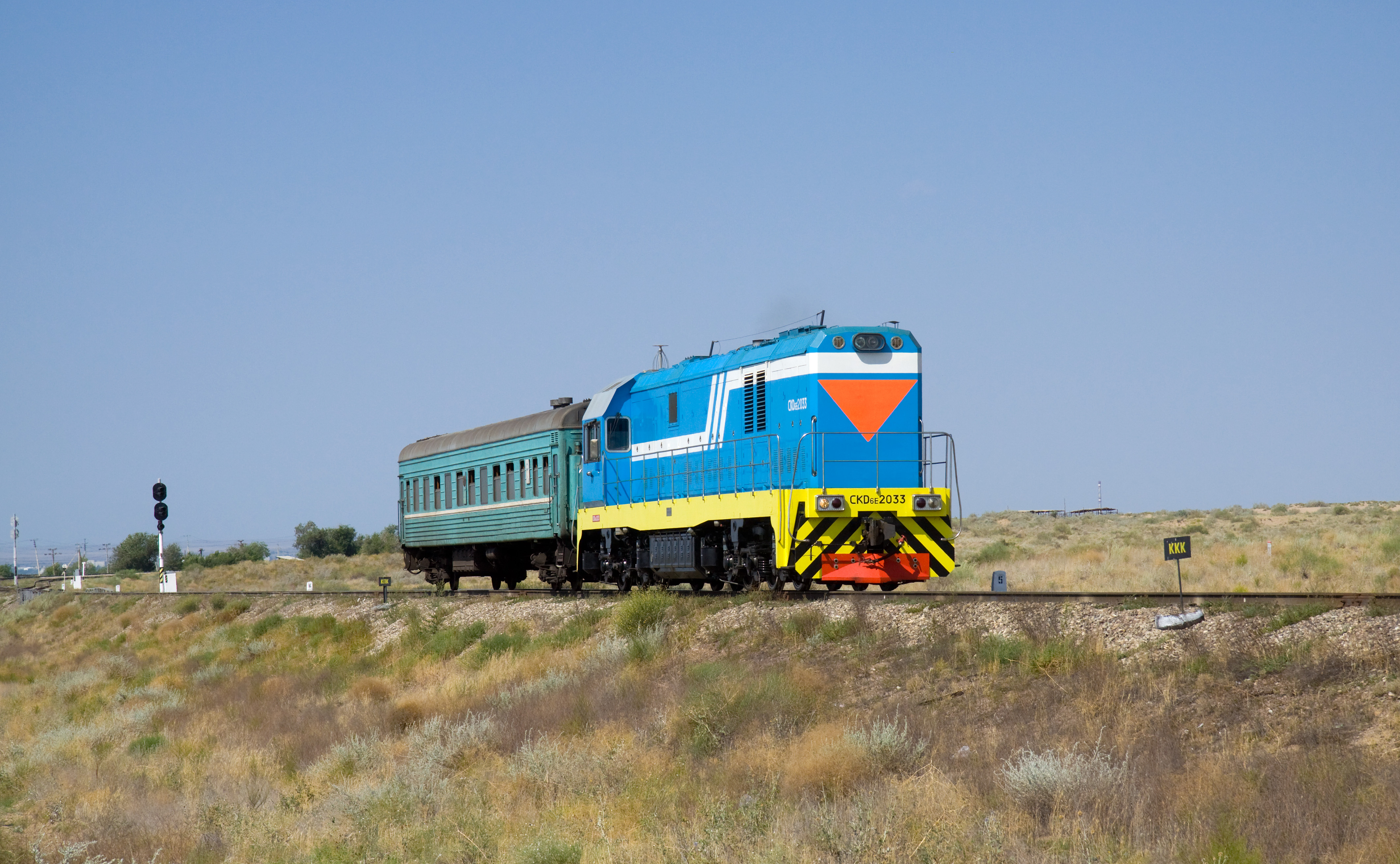
CKD6E
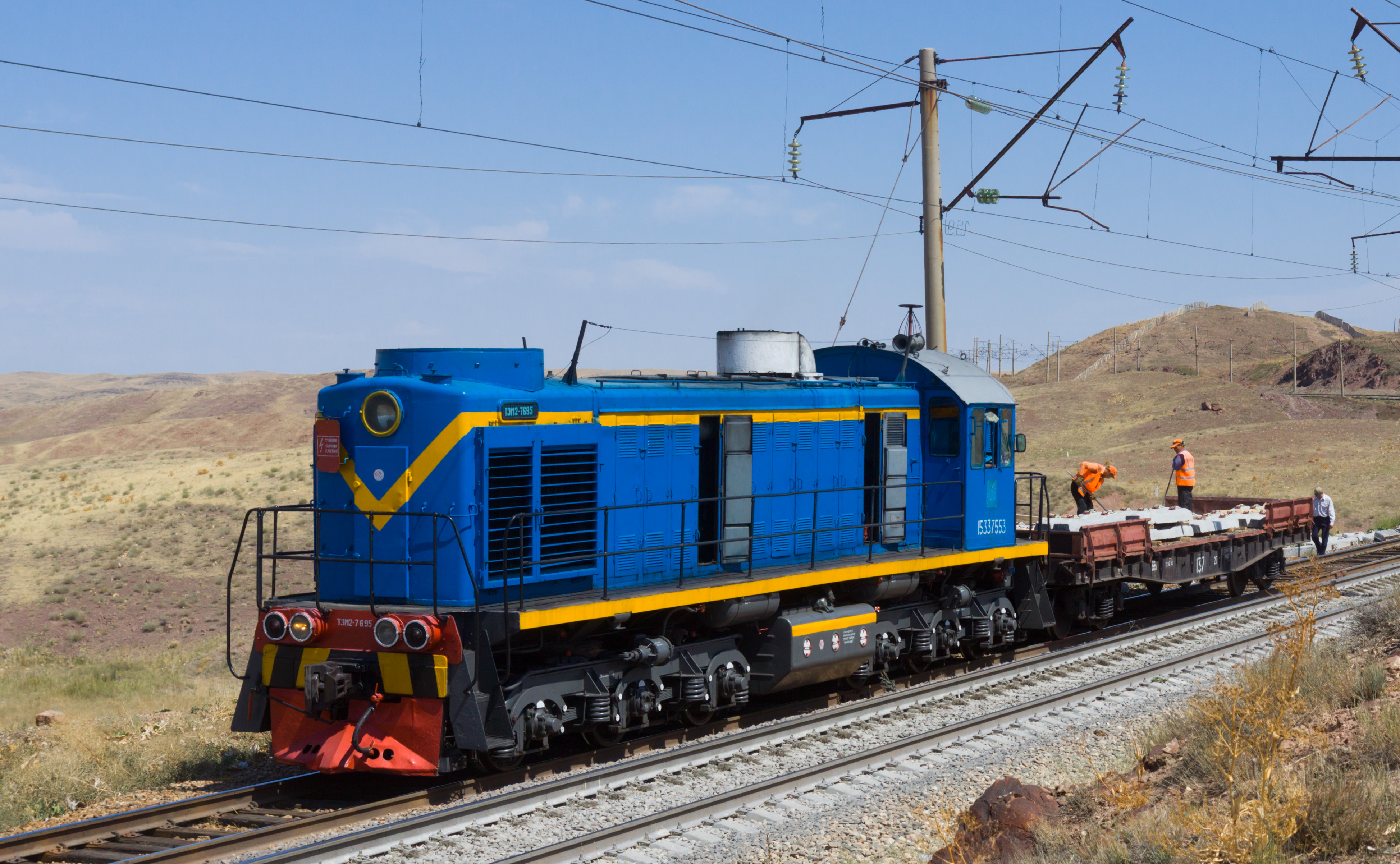
TEM2 "Tamara"

## 外部連結
- KTZ official website
- Report on KTZ（页面存档备份，存于）
- Interview with Chairman of KTZ
- UN report on Trans Asian Railway
- Maps
  - .   [2018-06-28]. （原始内容存档于2013-01-31）. (incomplete coverage)
  - UNJLC map (incomplete coverage)
  - .   [2018-06-28]. （原始内容存档于2013-01-04）. Detailed map pavaroz.com
  - UN map（页面存档备份，存于）